# Koen Wauters
Pour les articles homonymes, voir Koen et Wauters.
 (décembre 2012).
Si vous disposez d'ouvrages ou d'articles de référence ou si vous connaissez des sites web de qualité traitant du thème abordé ici, merci de compléter l'article en donnant les références utiles à sa vérifiabilité et en les liant à la section « Notes et références ».

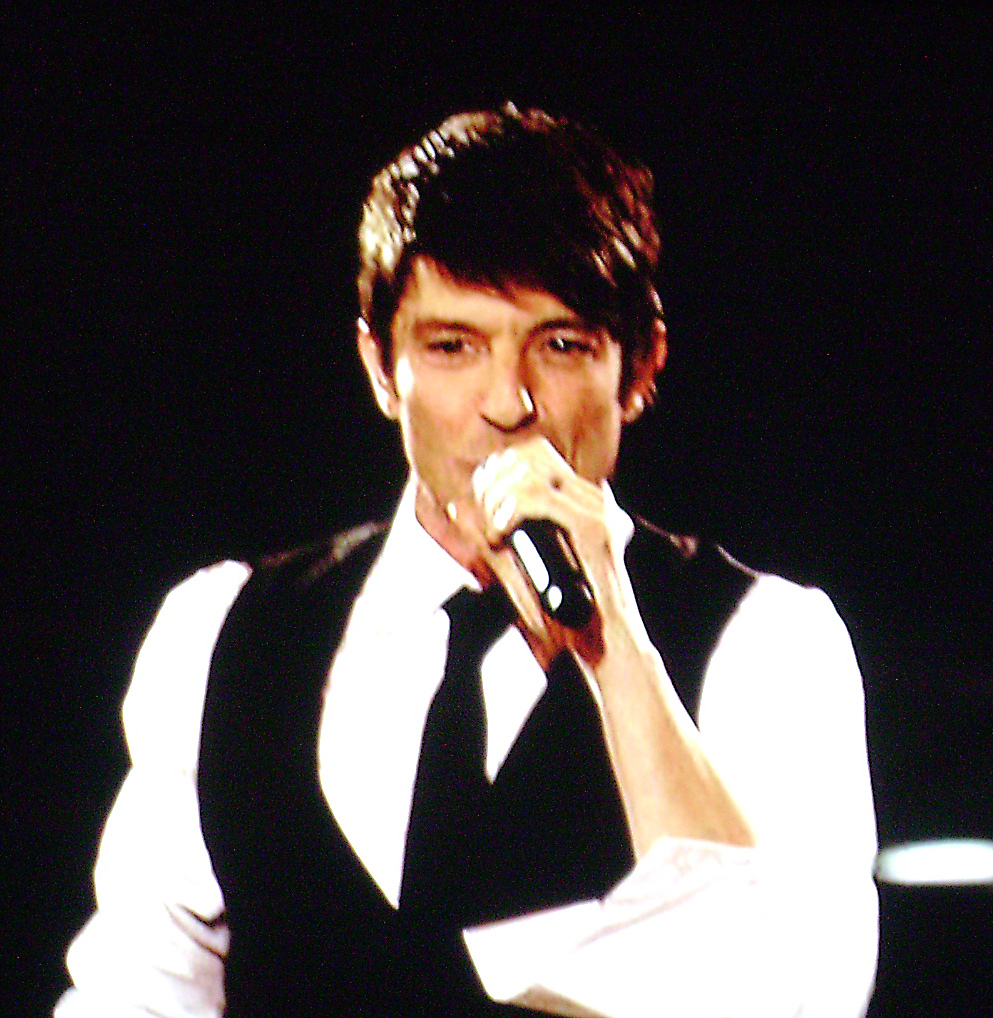
Koen Wauters en concert à Anvers en 2005

Koen Wauters, né le 17 septembre 1967 à Hal, est un chanteur Belge néerlandophone, leader du groupe Clouseau.

## Biographie
Koen Wauters est également présentateur à la télévision belge flamande VTM de l'émission 1&70 (émission quotidienne diffusée à 18h20). 

### Passionné d'automobile
Pilote passionné d'automobile, il participe au championnat GT belge, aux Blancpain Endurance Series, et a également participé à plusieurs courses Paris-Dakar et participe à l'Africa Eco Race en 2024.

### Cinéma
Il a joué dans My Blue Heaven (nl) en 1990 et Intensive Care en 1992.

### Vie privée
Le 16 avril 2004, la grossesse de Valerie De Booser (24 ans à l'époque) est confirmée ; Koen et Valerie se sont mariés le 17 juillet[Quand ?], comme prévu avant l'annonce de la grossesse ; leur enfant, Zita, voit le jour le 25 octobre.